# Michel-Joseph Gebauer
Michel-Joseph Gebauer, né le 3 mai 1765 à La Fère et mort en décembre 1812 en Russie, est un compositeur et hautboïste français.

## Biographie
Fils aîné d’un musicien de régiment allemand, Gebauer n’était âgé que de quatorze ans lorsque son père mourut, et dès lors il devint le chef de sa famille et le guide de ses frères, François René Gebauer (1773–1845), Pierre-Paul Gebauer, Jean-Luc Gebauer et Etienne-François Gebauer, eux aussi tous des musiciens et des compositeurs. Ce fut à cet âge qu’il reçut une place de hautboïste dans la musique de la garde suisse du roi.
À vingt ans, il fut placé comme alto dans la chapelle de Versailles. Il jouait aussi bien du violon que de plusieurs instruments à vent, et l’on croit qu’il serait devenu un violoniste de premier ordre, s’il n’eut perdu par accident une phalange du petit doigt de la main gauche, à la suite de quoi il ajusta, pour jouer du hautbois, une phalange mécanique à son doigt.
En 1791, il entra dans le corps de musique de la garde nationale de Paris, qui devint ensuite le noyau du Conservatoire. Appelé dans cette école, en 1794, comme professeur, il y resta sept ans pour n’en sortir qu’en 1802, lorsque le nombre des artistes qui enseignaient dans cet établissement fut réduit de plus de moitié.
Gebauer devint alors chef de musique de la garde des Consuls, puis de la garde impériale, et cette époque est celle où il écrivit une immense quantité de marches et de pas redoublés qui furent considérés comme ce qu’on possédait de meilleur en France pour la musique militaire.
Obligé par sa place à suivre l’armée dans les campagnes de 1805, 1806, 1809 et 1812, il eut occasion d’étudier en Allemagne l’état perfectionné de quelques instruments à vent, et le système de musique militaire qui y était alors en usage. Cette étude ne fut perdue ni pour lui, ni pour la musique de la garde, car il apporta à celle-ci plusieurs améliorations importantes.
Cet artiste succomba aux fatigues de la retraite de Russie.

## Œuvres
On a publié beaucoup d’ouvrages sur les compositions de Gebauer, parmi lesquels on remarque :
- Six duos pour violon et alto, œuvre 1, Paris, Sieber ;
- Six idem, op. 5, Paris, Janet ;
- Six duos pour deux violons, op. 10, Mayence, Scholl ;
- Trois idem, op. 38, Paris, Jouve ;
- Six idem, œuvre posthume, Paris, Schonenberger ;
- Deux quatuors pour flûte, clarinette, cor et basson, œuvre posthume, ibid. ;
- Duos pour deux flûtes, œuvres 9, 11 et posthume, Paris, Sieber et Schonenberger ;
- Duos pour flûte et violon, op. 10, 19, Paris, Sieber ;
- Duos pour flûte et basson, œuvre 17, ibid. ;
- Duos pour flûte et cor, liv. Ier et II, Paris, Jouve ;
- Duos pour deux clarinettes, op. 12, 18 et 27, Paris, Sieber, Schonenberger ;
- Duos pour clarinette et basson, op. 22, Paris, Schonenberger ;
- Douze marches pour le piano, Vienne, Weigl. ;
- Plus de deux cents marches ou pas redoublés pour musique militaire et morceaux d’opéras arrangés en harmonie, répandus dans les journaux d’harmonie publiés par Le Duc et par Gaveaux, ou inédits ;
- Une multitude de pots pourris, airs variés, et morceaux d’opéras, arrangés pour divers instruments.

## Source
- François-Joseph Fétis, Biographie universelle des musiciens, t. 3-4, Paris, Firmin-Didot, 1869, p. 433.